# 長浜城 (近江国)
長浜城（ながはまじょう）は、滋賀県長浜市公園町の豊公園内にあった日本の城。羽柴秀吉（豊臣秀吉）が築城した。

## 沿革
1573年（天正元年）に羽柴秀吉（豊臣秀吉）が浅井長政攻めの功で織田信長から浅井氏の旧領を拝領した際に当時今浜（いまはま）と呼ばれていたこの地を信長の名から一字拝領し長浜に改名した。小谷城で使われていた資材や、1558年に火災に遭った竹生島宝厳寺の復旧資材として浅井長政が寄進した材木などを流用し築城を開始した。その後宝厳寺に対しては1598年に死去した豊臣秀吉の遺命として、大坂城の唐門などが移築されている。
同天正年間の3年4年頃に完成し羽柴秀吉が入城した。いわゆる水城であり湖水に石垣を浸し、城内の水門から直に船の出入りができるようになっていた。城下町は小谷城下（滋賀県長浜市湖北町伊部）からそのまま移した。現在でも城下町には羽柴氏当時の面影や名残が残る。のちに天下人となる秀吉が最初に築いた居城であり、秀吉の領国・城下町経営の基礎を醸成した所とされている。
1581(天正9年)、織田氏の中国遠征で不在であった羽柴氏のあと、信長は荒木村重討伐や越前一向宗制圧の功から堀秀政を長浜城主に任じた。
1582年（天正10年）に本能寺の変が起こり、明智光秀の手により織田信長が殺害されると、明智に加担した山本山城主の阿閉貞征が長浜城を占領した。羽柴氏の妻ら係累は近隣の寺に逃れた。阿閉は山崎の戦いにも明智方として参加するが、明智は信長の仇討を掲げる羽柴方に敗戦し、阿閉は秀吉方に捕縛され阿閉一族全て処刑された。長浜城は羽柴氏の支配下に戻った。
1586年（天正13年）の天正地震により城が全壊し、城主山内一豊の息女が死亡した。この地震による側方流動で城の一部が琵琶湖に水没し、現在の長浜城遺跡・西浜千軒遺跡となったみられている。（琵琶湖湖底遺跡）
1606年（慶長11年）に内藤信成・信正が城主になるが（長浜藩）、大坂の陣後の1615年（元和元年）に内藤氏は摂津高槻に移封され、長浜城は廃城になった。資材の大半は彦根城の築城に流用された。彦根城の天秤櫓は、長浜城から移したものと伝えられている。その他、長浜市内にある大通寺の台所門は長浜城の大手門を移したものと伝えられ、今でも矢尻の跡を見ることができる。同市内にある知善院の表門は、長浜城の搦手門を移したものと伝えられている。

## 長浜城歴史博物館
現在の天守は1983年に犬山城や伏見城をモデルにした復興天守で、3層5階建ての鉄筋コンクリート建物として建てられ、市立長浜城歴史博物館として運営されている。広大な豊公園内に駐車場を隣接していて、三階までエレベーターを設置し、最上階は四方の景色を見渡せるように配慮している。

## 伝説
人柱「おかね」
天正2年の築城工事の際、長浜一の美女と評判だった女性「おかね」が人柱に選ばれて埋められ、天守北側にあった堀が「おかね堀」と呼ばれるようになった。天守閣跡にはこの話を伝える石碑が建てられている。
人柱「おきく」
秀吉から築城の命令を受けた京極氏の武士が人柱を探していたところ、漁師に出会ったので、人柱の事を伏せて「この辺りに娘はいないか」と尋ねた。漁師は「自分に娘が２人いる」と答えたところ、一人を人柱として差し出すように頼まれた。悩んだ漁師は２人の娘の内、盲目の妹「しのぶ」を人柱にするよう申し出たが、これを知った姉の「おきく」が妹を庇って自ら志願して人柱となった。天守閣跡側には「おきく」を祀ったといわれる祠がある。

## ギャラリー

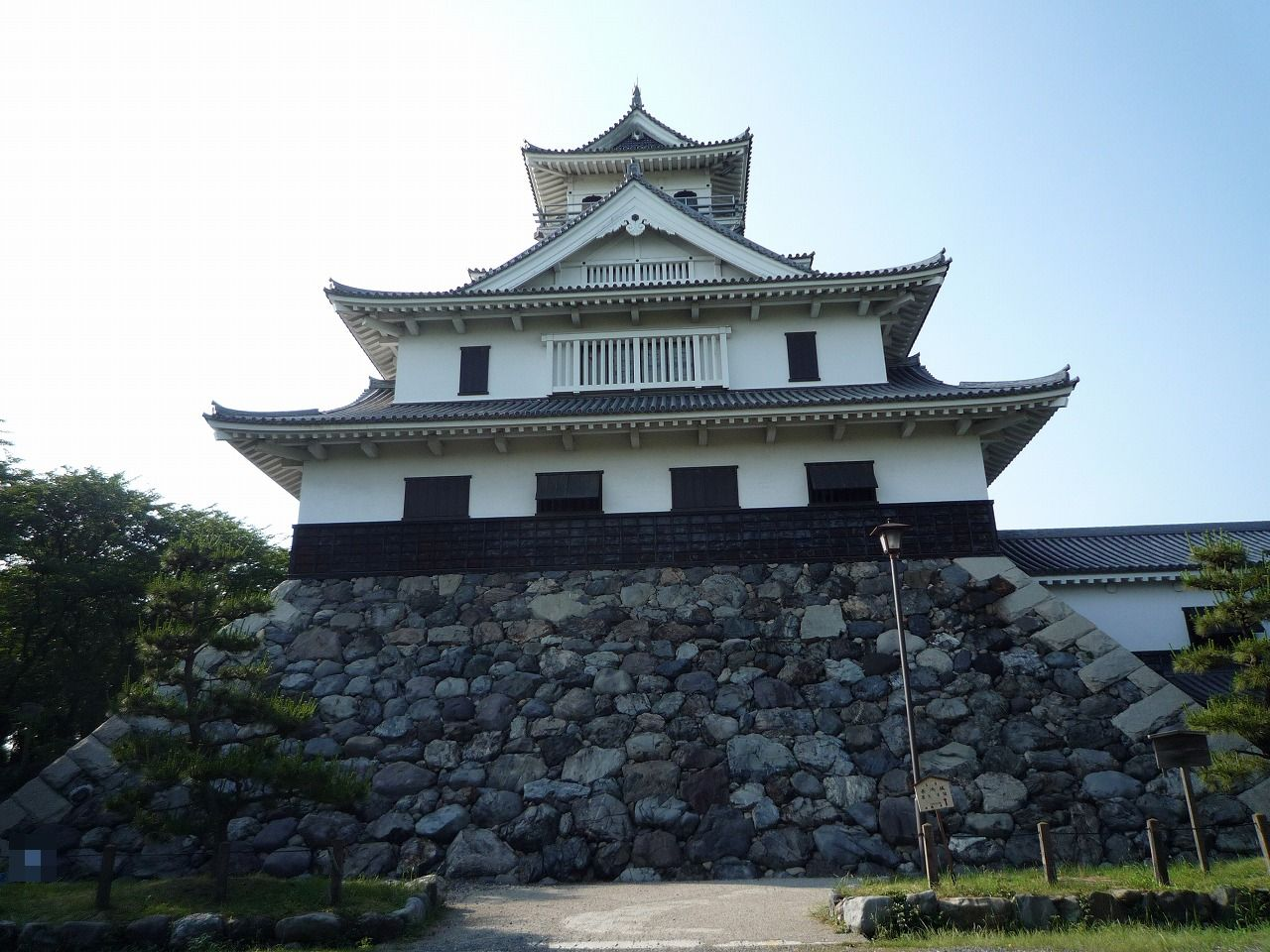
天守
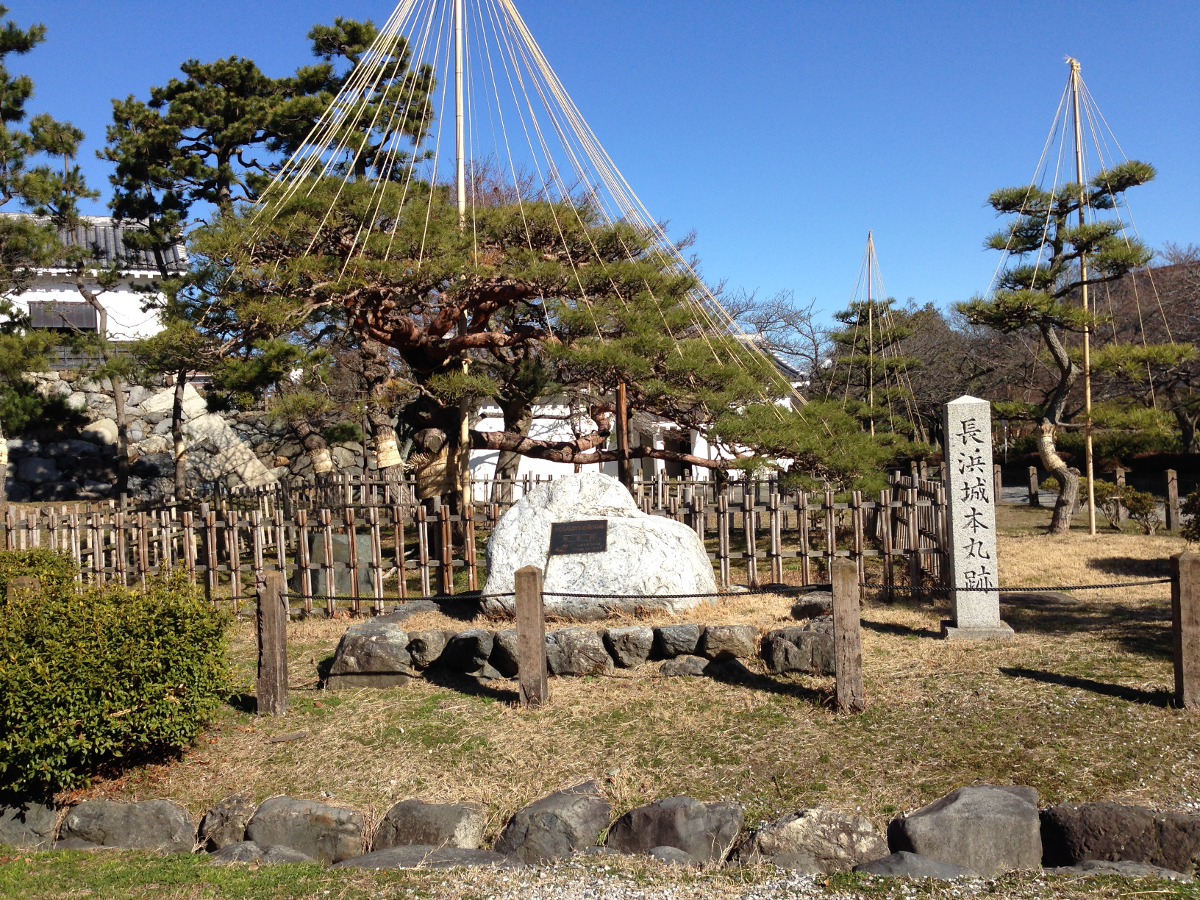
本丸趾

## 周辺

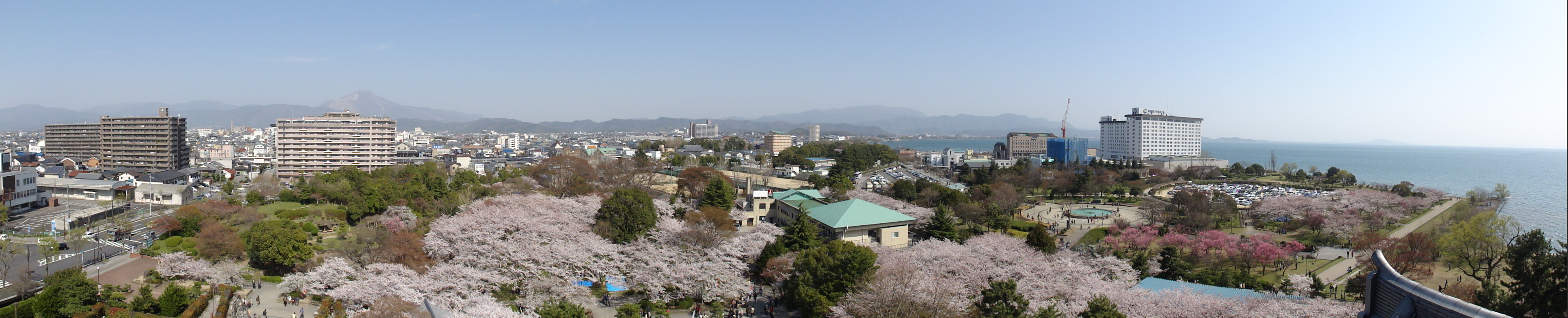
天守5階より左奥:伊吹山、手前:豊公園（日本さくら名所100選）、右:琵琶湖

- 長浜港
- 豊公園
- 成田美術館
- 慶雲館
- 長浜鉄道スクエア
- 長浜文化芸術会館
- 長浜駅（JR西日本北陸本線）
- 長浜太閤温泉